# گیدون کرمر
گیدون کرِمِر (به لتونیایی: Gidons Krēmers، به لاتین: Gidon Kremer (زادهٔ ۲۷ فوریهٔ ۱۹۴۷) نوازندهٔ چیره‌دست ویولن و رهبر ارکستر لتونیایی است. او در هنرستان موسیقی (کنسرواتوار) مسکو از شاگردان داوید اویستراخ بوده و جایزه‌های متعددی در مسابقات بین‌الملی دریافت کرده‌است.
کرمر در گسترهٔ وسیعی از موسیقی غرب، از یوهان سباستیان باخ تا امروز، می‌نوازد و از پیشگامان اجرای آثار آهنگسازان معاصر مانند آستور پیاتزولا و آروو پارت و فیلیپ گلاس است.
بسیاری از اجراهای او را بنگاه دویچه گراموفون منتشر کرده‌است.